# 1910-talet
1910-talet är det decennium som startade 1 januari 1910 och slutade 31 december 1919.

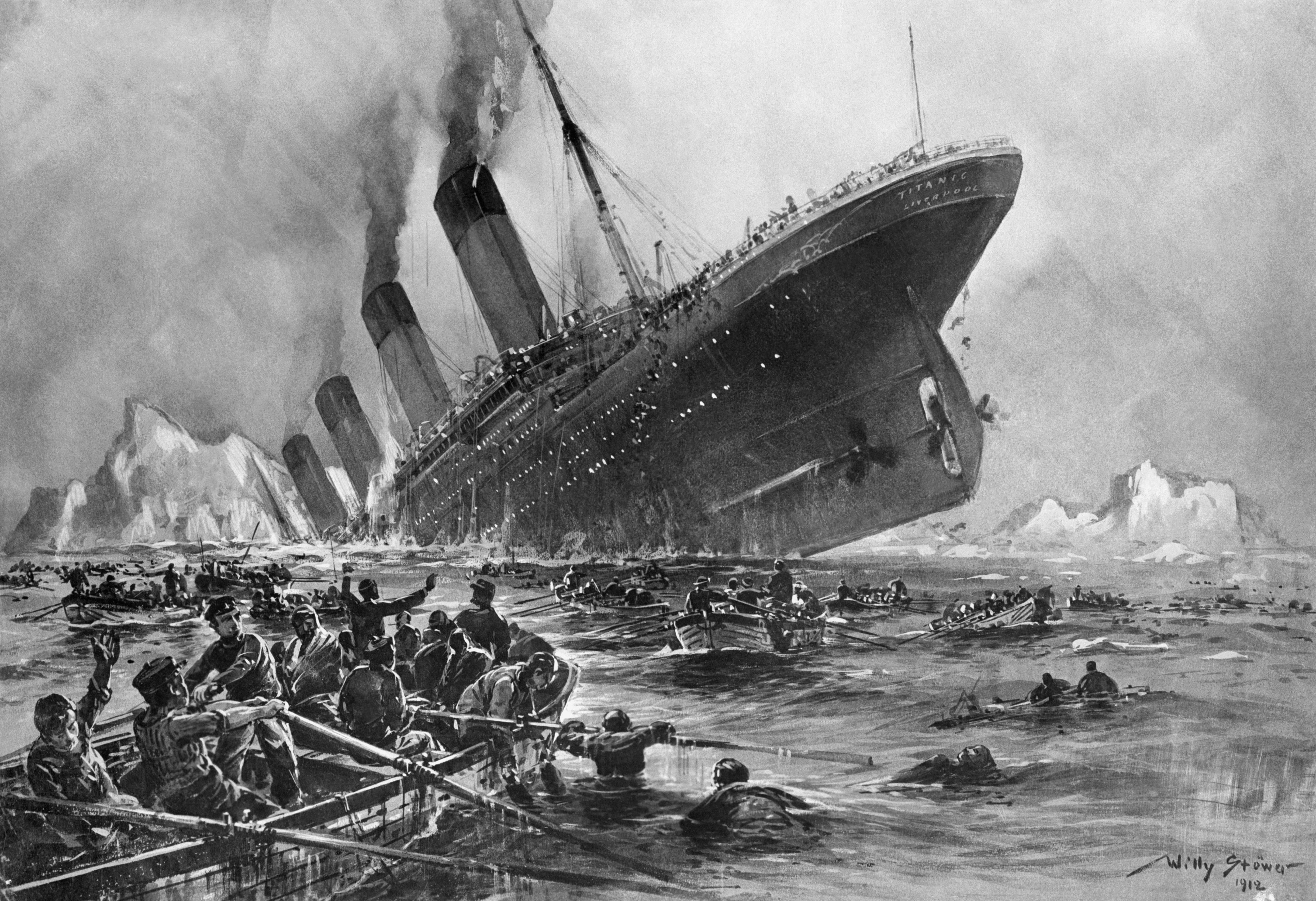
Båten Titanic kolliderade med ett isberg 1912, och många ombordvarande omkom då den sjönk

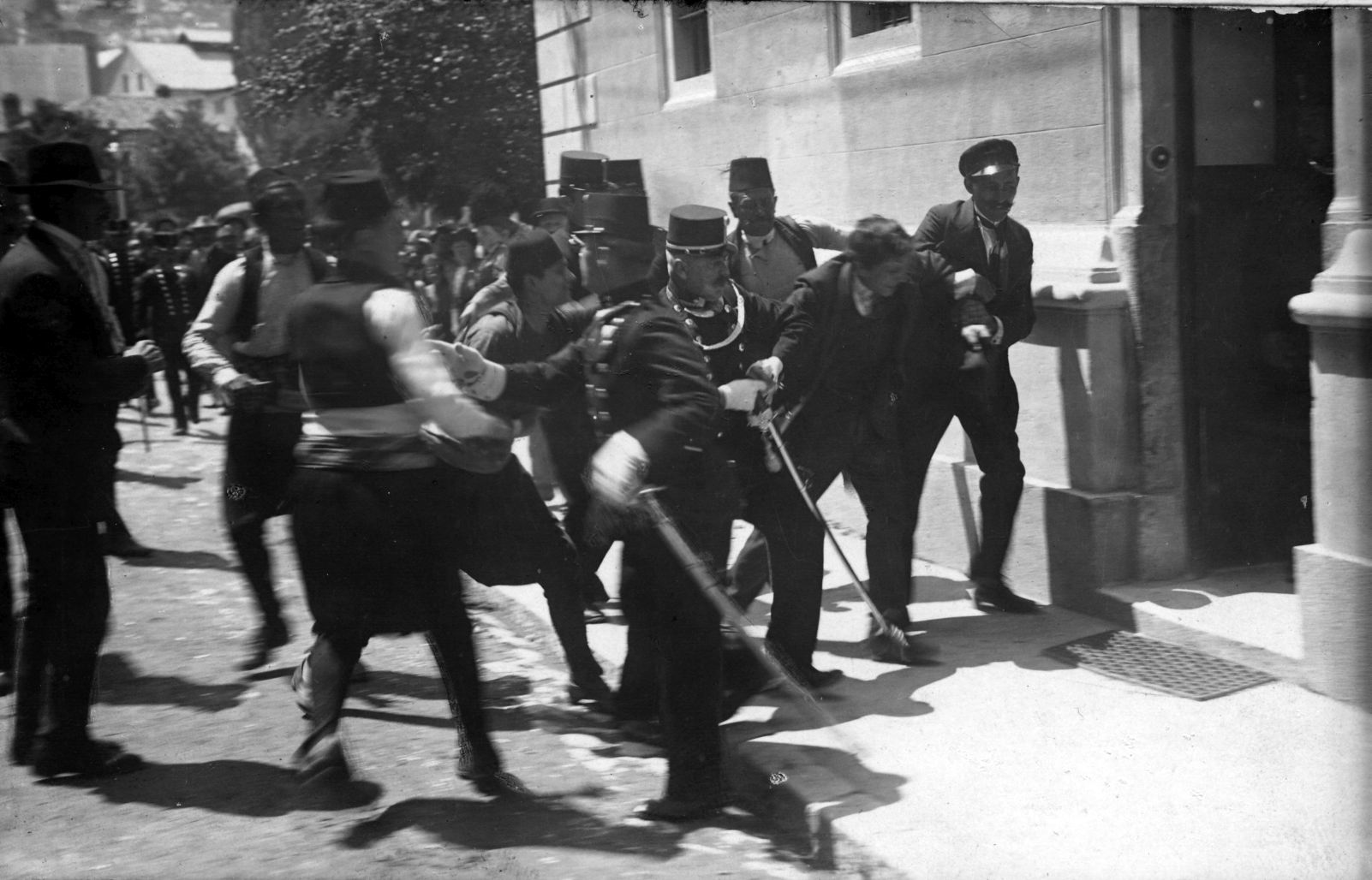
Skotten i Sarajevo satte "världen i brand" 1914.

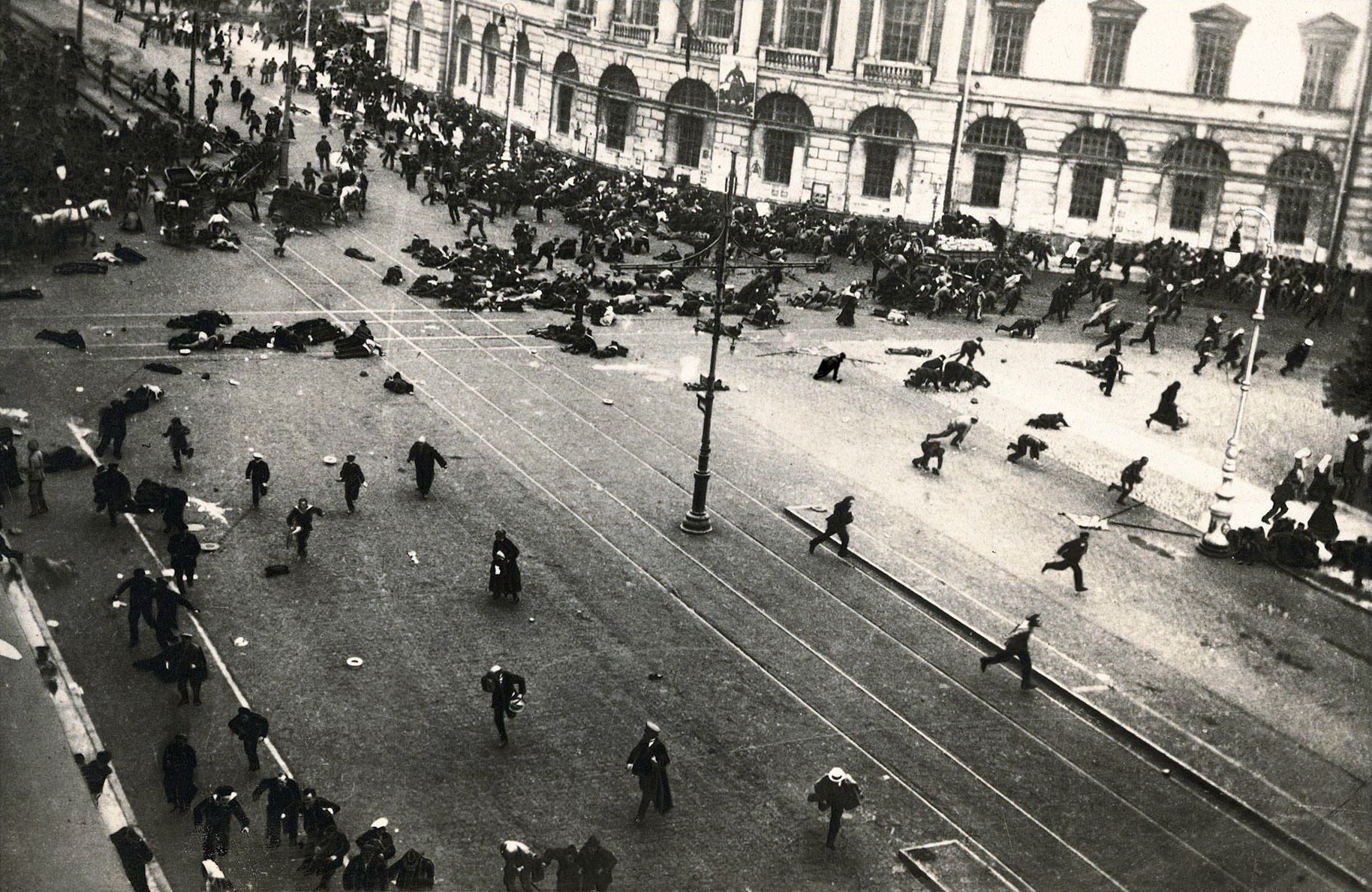
Ryska revolutionen bröt ut 1917, och banade väg för bildandet av Sovjetunionen 1922.

När Versaillesfreden undertecknade 1919 framstod Tyskland som den stora förloraren.

## Händelser

### Viktiga händelser under decenniet
- Oktober 1911-februari 1912: Xinhairevolutionen som leder till att Kinas kejsare avsätts och landet blir republik.
- 15 april 1912: Lyxångaren Titanic sjunker i Atlanten efter kollision med ett isberg. 1 522 av de 2 227 passagerarna omkommer.
- 1912: Frankrike och Spanien delar upp Marocko i två protektorat, Franska Marocko och Spanska Marocko.
- 1912: Italien tar över Libyen från Turkiet (Osmanska riket).
- 1912-1913 utkämpas första och andra Balkankrigen, som i viss mån kan ses som förelöpare till första världskriget.
- 1 augusti 1914-11 november 1918: Första världskriget utkämpas. Detta krig utgör den symboliska gränsen mellan "det långa 1800-talet" och "det korta 1900-talet".
- Mars 1917: Februarirevolutionen i Ryssland.
- November 1917: Oktoberrevolutionen i Ryssland.
- 6 december 1917: Finland förklarar sig självständigt från Ryssland.
- Oktober/november 1918: Tyska novemberrevolutionen.
- 9 november 1918: Kejsar Vilhelm II av Tyskland abdikerar.
- 28 juni 1919: Versaillesfreden skrivs på.
- Augusti 1919: Tyska Weimarrepubliken grundas.

### År1910

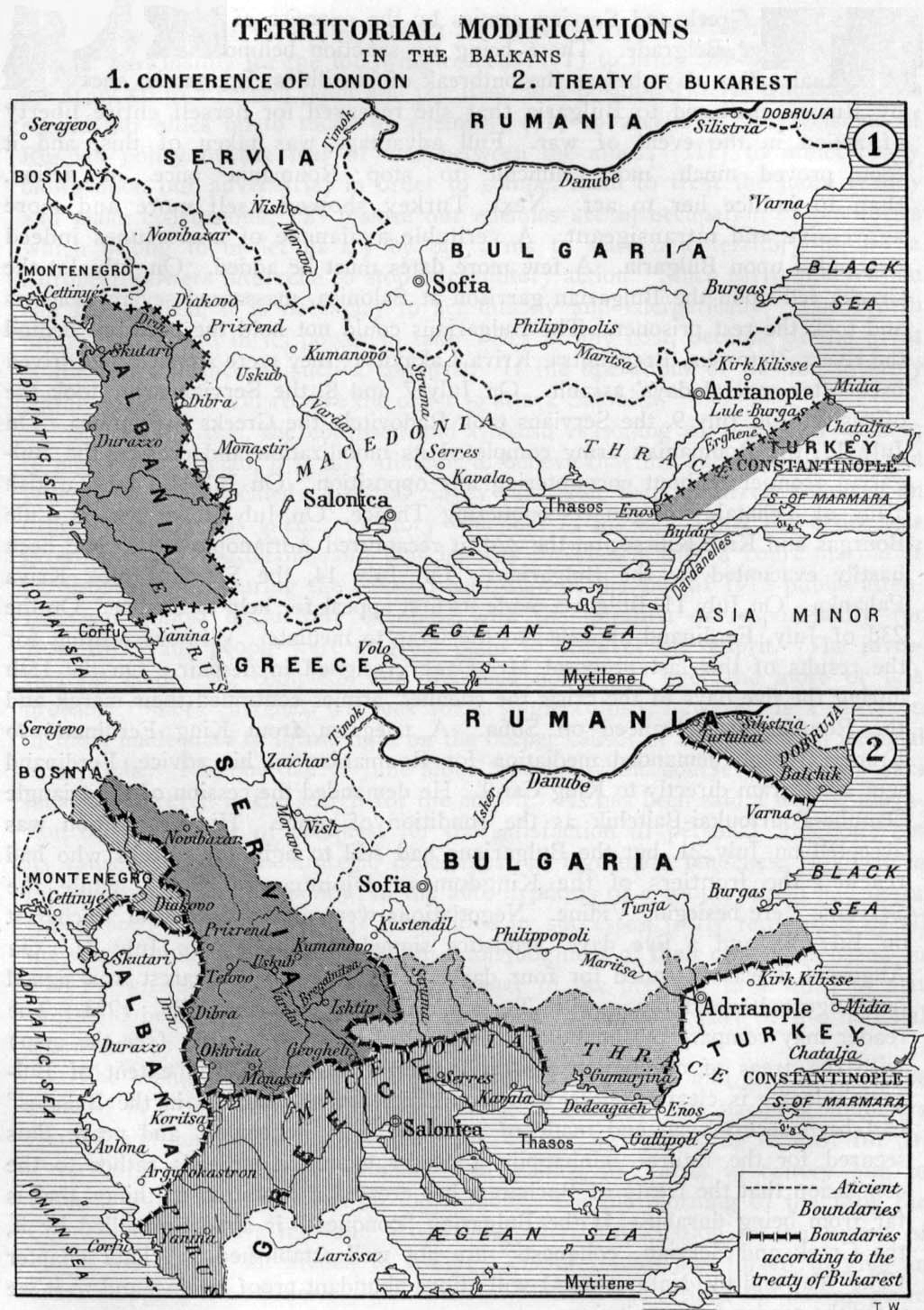
Balkankrigen

- 9 januari – Värmlänningarne, den första svenska långfilmen, har premiär och Charles Magnusson ledde inspelningen. Filmen är 415 meter lång, och spelades in på Svenska Biografteatern i Kristianstad.
- 20 februari – I Stockholm samlas åtta klubbar, bland andra AIK och Örgryte IS, och bildar den första nationella svenska fotbollsserien.
- 8 mars – En socialistisk kvinnokonferens i Köpenhamn, Danmark beslutar att 8 mars skall firas som internationella kvinnodagen.
- 1 maj – The National Association for the Advancement of Colored People (N.A.A.C.P.) bildas i New York. Organisationen blir en föregångare i kampen för de svartas mänskliga rättigheter i USA.
- 31 maj – Sydafrikanska unionen proklameras. Unionen består av Kapkolonin, Natal, Transvaal och Oranjefristaten. I det första valet vinner South African Party över Unionspartiet, och boergeneralen Louis Botha blir premiärminister.
- 17 juli – Den danske flygaren Svendsen blir den förste att flyga över Öresund, från Köpenhamn till Malmö.
- 5 oktober – Flottan och armén i Portugal gör uppror och utropar republik då Manuel II flytt. Republik med författaren Theophilo Braga som landets första president proklameras medan kungen flyr till Storbritannien.
- 23 november – Den sista avrättningen i Sverige verkställs då förre kyparen Alfred Ander avrättas med giljotin. Han är dömd för rånmord och avrättas på Långholmens fängelsegård i Stockholm. Det är första och enda gången giljotinen används i Sverige, och avrättningen utförs av Anders Gustaf Dahlman, Sveriges siste skarprättare.

### År1911

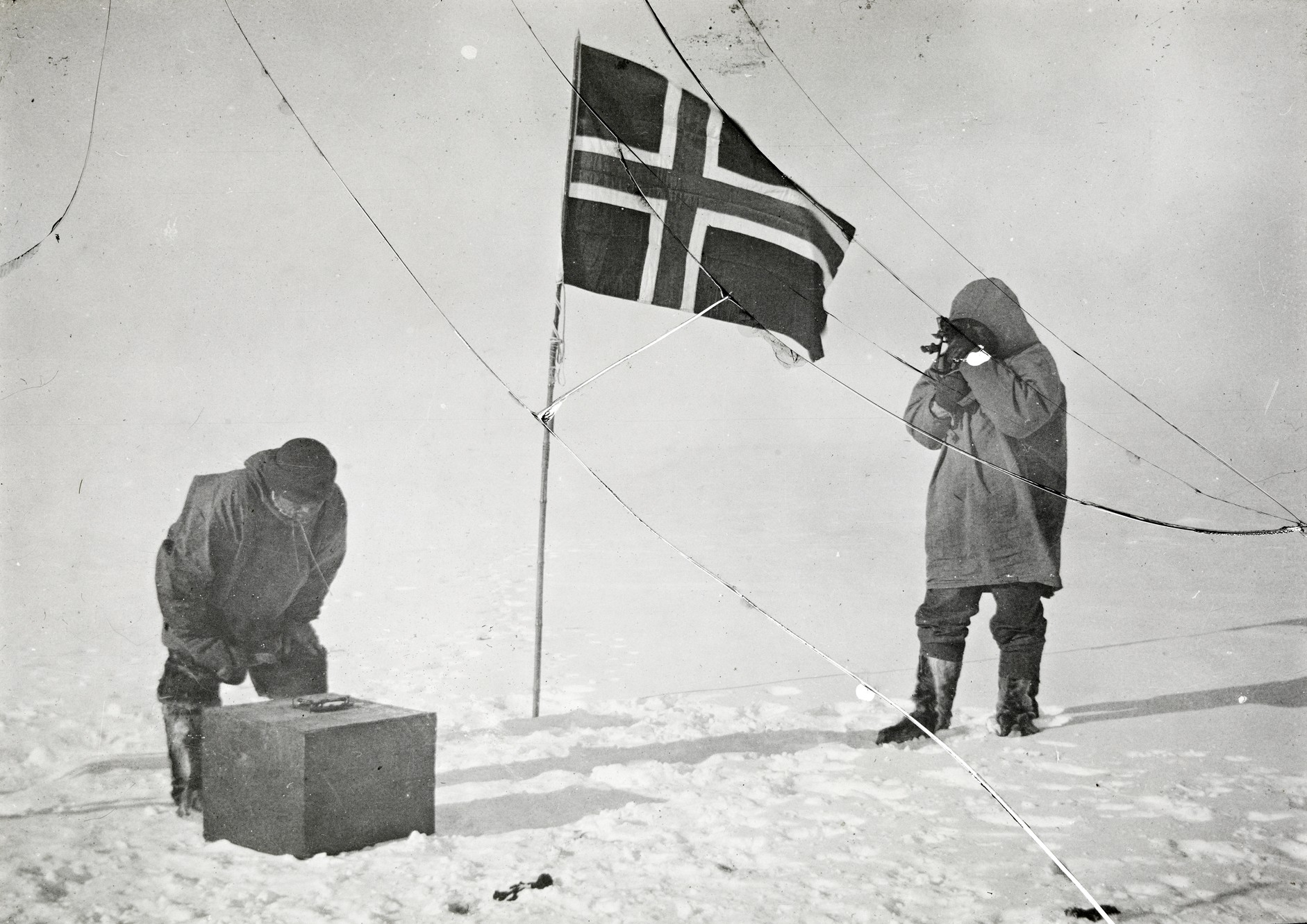
Roald Amundsens sydpolsexpedition

- 18 januari – Eugene Ely utför den första landningen på ett fartyg. Ely flyger ett Curtiss-plan och landar på fartyget USS Pennsylvanias för ändamålet specialbyggda landningsplattform som är utrustad med massor av rep för att bromsa planet vid landningen. Händelsen äger rum i San Francisco.
- 19 mars – Internationella kvinnodagen firas för första gången.
- 25 mars – Branden i Triangle Shirtwaist-fabriken i New York kräver 146 liv.
- 21 augusti – Mona Lisa av Leonardo da Vinci stjäls från Louvren.
- 1 september – Den svenska censurmyndigheten Statens biografbyrå börjar sin verksamhet, och Sverige därmed det första landet i världen som får filmcensur.
- 10 september – Val till andra kammaren i Sverige hålls och ger vänsterframgångar. SAP får 64 mandat, en ökning med 33 mandat som gör partiet lika stort som Allmänna valmansförbundet. Det är första gången de nya reglerna tillämpas, och Högern går starkt bakåt. Karl Staaff får i uppdrag att bilda ny regering då socialdemokraterna och liberalerna får majoritet i AK.
- 28 september – Italien förklarar Osmanska riket krig. Italien är intresserad av att annektera Libyen som sedan 1835 står under osmansk kontroll. Tripoliskriget bryter ut, men året därpå avträder Osmanska riket området till Italien.
- 10 oktober – Revolution bryter ut i Kina. Landets centralkommitté står helt oförberedd och det dröjer inte länge innan den kollapsat. Senare samma år störtas kejsardömet och republik utropas med den från utlandet hemkomne revolutionsledaren Sun Yat-sen som landets förste president.
- 5 november – Tusentals åskådare har samlats i Pasadena, Kalifornien för att välkomna Calbraith Rodgers som genomfört den första flygningen över amerikanska kontinenten. Rodgers, som under resan fick stanna 69 gånger, åtföljdes av ett tåg med reservdelar. Flygningen sponsras av ett livsmedelsföretag.
- 14 december – Den norske polarforskaren Roald Amundsen och hans expedition når Sydpolen och vinner därmed kapplöpningen om vem som skall komma först till Sydpolen före britten Robert Scott.
- 28 december – Kejsaren av Kina avsätts, och det provisoriska revolutionsparlamentet väljer läkaren Sun Yat-sen till den kinesiska republikens förste president. Den kejserliga regeringen i Peking sitter dock kvar, och inbördeskrig hotar.

### År1912
- 8 januari – African National Congress (ANC) bildas i Sydafrika.
- 14–15 april – Det brittiska passagerarfartyget Titanic sjunker efter att ha kolliderat med ett isberg i Atlanten cirka 600 kilometer utanför Newfoundland under färd mellan Southampton och New York. 2227 personer finns ombord, av dessa omkommer 1522. Omkring 130 svenskar finns med ombord, varav 90 omkommer.
- 6–22 juli – De 5:e moderna olympiska spelen hålls i Stockholm, med nybyggda stadion som huvudarena. Representanter för 28 länder deltar, och Sverige vinner medaljligan före USA. 2 387 idrottare deltar, och totalt kommer 327 000 åskådare.
- 17 september – Pingstförsamlingen i Skövde grundas som en av Sveriges första pingstförsamlingar.
- 8 oktober – Då Osmanska riket vägrar tillmötesgå Balkanförbundets ultimatum utbryter Första Balkankriget mellan Osmanska riket på ena sidan och Bulgarien, Grekland, Montenegro och Serbien på den andra.
- 17 oktober – Bulgarien, Grekland, Montenegro och Serbien förklarar krig mot Osmanska riket.
- 18 oktober – Kriget mellan Italien och Osmanska riket tar slut.
- 5 november – Demokraten Woodrow Wilson vinner presidentvalet i USA före republikanen William Howard Taft och progressiva Theodore Roosevelt (tidigare republikan).
- 28 november – Albanien förklarar sig självständigt från det Osmanska riket.
- 1 december
  - Den första etappen av järnvägen Inlandsbanan, Östersund–Strömsund, öppnas för trafik i Sverige.
  - Traditionen att använda adventsstjärnor introduceras i Sverige av Sven Erik Aurelius fru Julia.
- 3 december – Alla deltagare i Balkankriget kommer överens om vapenstillestånd utom Grekland.

### År1913
- 1 januari – Socialstyrelsen börjar sin verksamhet. Den behandlar arbetarfrågor (avtal, arbetarskydd, socialförsäkringar, fattigvård etcetera).
- 15 januari – Den första trådlösa förbindelsen mellan Berlin och New York upprättas.
- 2 februari – Järnvägsstationen Grand Central Station invigs i New York och är världens största järnvägsstation.
- 2 mars – Bondeförbundet bildas i Sverige med konstituerande möte.Initiativet togs av Carl Berglund 1910 genom uppropet "Bröder, låtom oss enas" i tidningen Landsbygden. Partiet bildas då Lantmannapartiet har försvunnit och många bönder misstror de existerande partierna.
- 30 maj – Preliminärfred i Balkankriget sluts i London efter brittiska påtryckningar. Osmanska riket avträder nästan alla sina områden i Europa, utom Konstantinopel och ett område norr om Marmarasjön.
- 29 juni – Andra Balkankriget börjar när Bulgarien anfaller Serbien, som får hjälp av Grekland.
- 10 augusti – Fredsavtal sluts i Bukarest, vilket avslutar andra Balkankriget för Rumäniens och Serbiens del.
- 23 augusti
  - Internationella friidrottsförbundet bildas i Berlin, vilket markerar starten för noteringen av officiella världsrekord.
  - Skulpturen Den lille havfrue sätts upp i Köpenhamns hamninlopp.
- 21 september Andra Balkankriget tar slut med fred i Konstantinopel, Bulgarien framstår som förlorare medan Serbien framstår som vinnare och fördubblar sitt territorium.
- 10 december – Mona Lisa återfinns efter att ha varit försvunnen i över två år.

### År1914

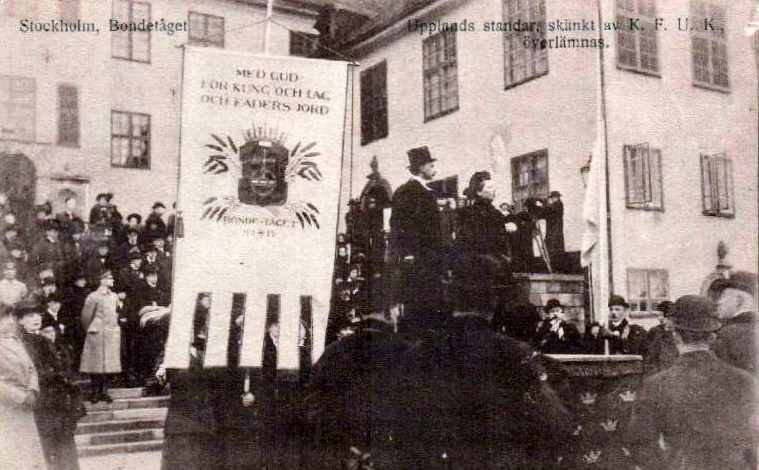
Bondetåget

- 8 januari – Ett sjukhus i London sätter in radium i cancerbehandlingen.
- 6 februari – 30 000 män från hela Sverige deltar i Bondetåget, där de går till borggården på Stockholms slott och kräver förstärkning av den svenska krigsmakten. Kungen, Gustaf V, håller ett tal till Bondetåget, skrivet av Sven Hedin, på borggården på Stockholms slott om försvarsfrågan. Kungen uttalar sig för ett starkt försvar, helt i strid med regeringens politik, vilket leder till regeringens avgång.
- 27 mars – Extravalet till AK i Sverige medför en stark ökning för högern och de frisinnade försvarsvännerna. Regeringen Hammarskjöld sitter kvar. Högern blir största parti i AK, SAP går om liberalerna, som backar med 6 %. Svenska regeringen sitter kvar, och då 70 % av de röstberättigande deltar är det Sveriges dittills högsta valdeltagande.
- 28 juni – Ärkehertigen och kronprinsen Franz Ferdinand av Österrike mördas vid besök i Sarajevo av serbiske nationalisten Gavrilo Princip vilket rubbar de svaga relationerna i Europa och bäddar för stor militär konflikt. Mördaren är 19 år. Även Franz Ferdinands hustru mördas.
- 28 juli – Österrike-Ungern förklarar Serbien krig, vilket inleder den så kallade svarta veckan.
- 31 juli – Danmark, Norge och Sverige förklarar sig neutrala i konflikten mellan Österrike-Ungern och Serbien.
- 1 augusti - Tyskland förklarar Ryssland krig. Allmän mobilisering i Frankrike och Tyskland.
- 3 augusti – Tyskland förklarar Frankrike krig och går genom neutrala Belgien. De tyska soldaterna tränger in i Frankrike, vars soldater retirerar. Frankrike har avvisat Tysklands begäran.
- 4 augusti – Storbritannien förklarar Tyskland krig då man garanterat Belgiens neutralitet.
- 12 augusti – Storbritannien förklarar krig mot Österrike-Ungern.
- 25 september – Andrakammarvalet i Sverige medför att liberalerna går tillbaka, högern och socialdemokraterna framåt. Regeringen Hammarskjöld sitter kvar. Liberalerna och socialdemokraterna meddelar, att de ställer upp på neutralitetspolitiken.
- 18–19 december – Trekungamötet i Malmö i Sverige äger rum. På Sveriges kung Gustaf V:s initiativ möts Sveriges, Norges och Danmarks konungar. Detta möte blir av stor betydelse för skyddandet av de tre ländernas enighet, neutralitet och gemensamma intressen under världskonflikten.

### År1915

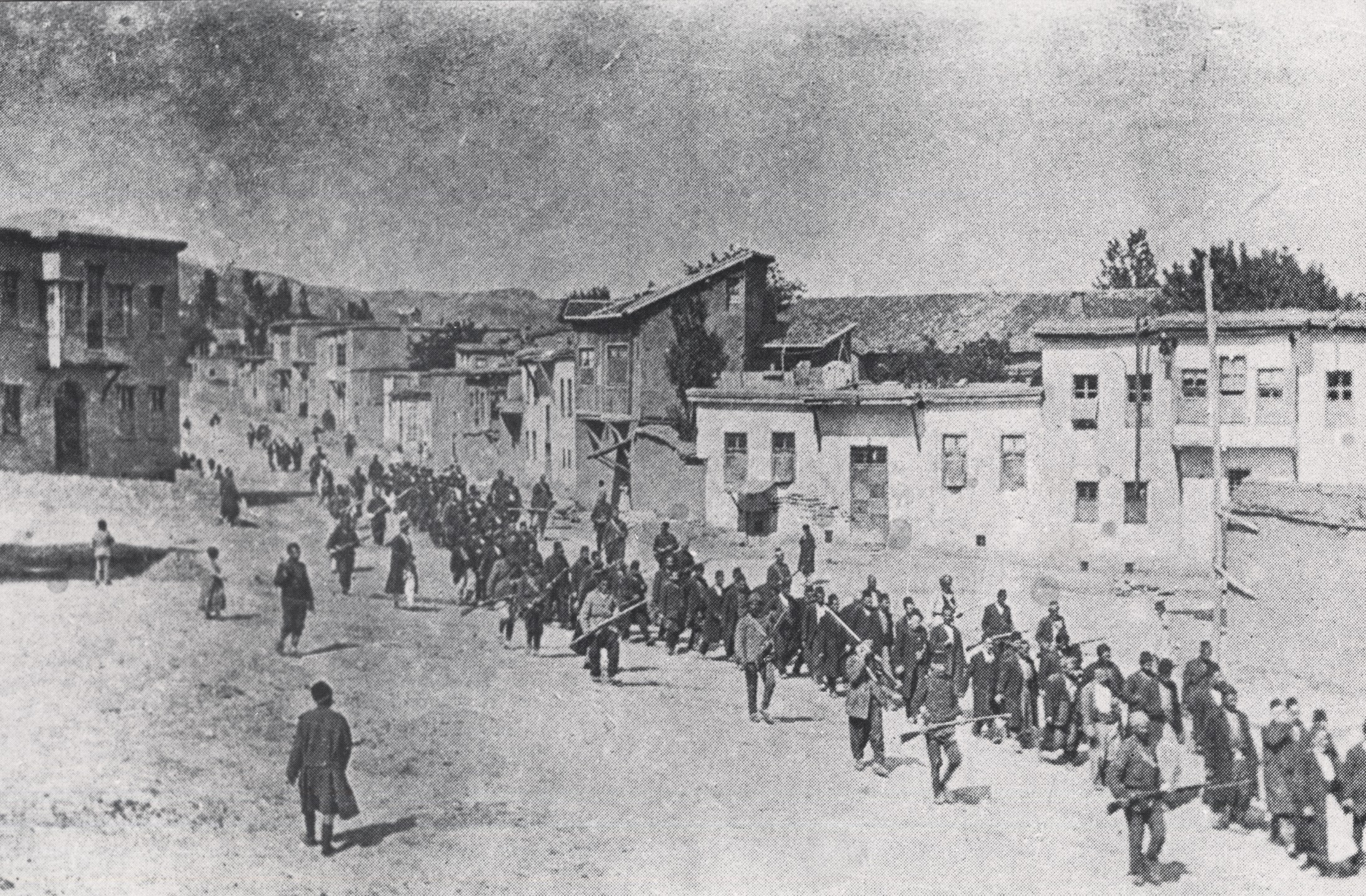
Armeniska folkmordet

- 15 januari – Tyska zeppelinare inleder bombräder mot Storbritannien.
- 25 januari – Det första transkontinentala telefonsamtalet mellan New York och San Francisco utförs av telefonens uppfinnare Alexander Graham Bell.
- 24 april – Turkarna inleder det armeniska folkmordet, där 1,5 miljoner armenier dödas.
- 26 april – Ett hemligt avtal, det så kallade Londonavtalet, ingås mellan Italien, Storbritannien och Frankrike där Italien av västmakterna garanteras framtida landförvärv.
- 23 maj – Italien förklarar krig mot Österrike-Ungern.
- 22 september – Nordiska Kompaniets (NK) nya varuhus på Hamngatan i Stockholm invigs, vilket är av internationell typ. Varuhuset har 1 500 anställda, och arkitekten är Ferdinand Boberg. Där byggs sedermera Sveriges första rulltrappa.
- 25 november – Albert Einstein presenterar den allmänna relativitetsteorin vid den preussiska vetenskapsakademien.

### År1916

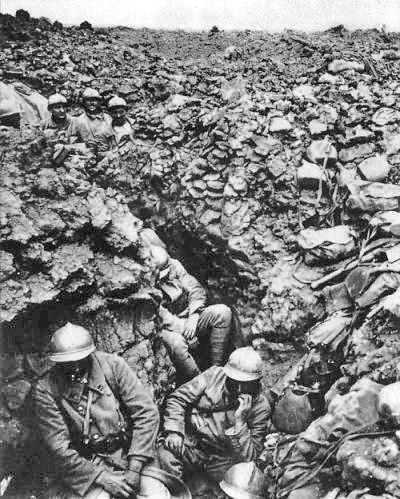
Slaget vid Verdun

- 21 februari – Den tyska femte armén anfaller de franska befästningsanläggningarna vid Verdun. Eldkastare används för första gången av tyskarna i Verdun.
- Februari–juli – Slaget vid Verdun utkämpas med 700 000 döda, skadade eller försvunna.
- 24 april – Påskupproret utbryter på Irland. och organiseras av Irish Volunteers. Upproret slås ner efter sex dagars gatustrider i Dublin. James Connolly leder upproret. Nationalistpartiet Sinn Fein försöker med tysk hjälp att befria Irland från Storbritannien.
- 14 maj–30 september – Sommartid införs för första gången i Sverige, men ungefär halva befolkningen struntar i beslutet.
- 1 juli–26 november – Den allierade offensiven vid Somme orsakar britterna deras största förlust på en endag dag, då 57 000 stupar. Totalt dödas mer än 1 miljon döda, skadade eller försvunna. Här används stridsgas för första gången av brittiska styrkor.
- 3 september – Tyskarna slås tillbaka i slaget vid Verdun.

### År1917
- 10 mars (NS) – Uppror utbryter i Petrograd. Furst Georgij Lvov bildar provisorisk regering, och beordrar att tsarfamiljen tas till fånga. Revolutionen var resultatet av hungerdemonstrationer och vapennedläggelser i Petrograd.
- 6 april – USA förklarar Tyskland krig efter ja-röster i USA:s kongress, och USA går in i kriget på samma sida som Frankrike och Storbritannien. Beslutet tas med 90 röster mot 6 i senaten och 373 mot 50 i kongressen. De tilltagande tyska ubåtsaktiviteterna och Zimmermanntelegrammet (där Mexiko lovas delar av södra USA om de går in i kriget på Tysklands sida) är de utlösande faktorerna.
- 1 maj – 590 000 personer deltar i de största demonstrationerna någonsin i Sverige, med fred som främsta krav. Hungerupplopp har sedan en tid inträffat på flera svenska orter. I Göteborg samlas 500 000 personer till demonstration.
- 20 september – I det svenska Andrakammarvalet går högern kraftigt tillbaka. Socialister och liberaler får majoritet, och svenske kungen säger att han inte kan acceptera Hjalmar Branting i Sveriges regering. Han vill i stället se en högerministär, parlamentarismen i Sverige ställs på prov.
- 7 november (NS) – I Ryssland störtas Aleksandr Kerenskijs västmaktsorienterade regering, och bolsjevikerna under Vladimir Lenin och Lev Trotskij griper makten.
- 2 november – Brittiska utrikesministern Arthur Balfour avger Balfourdeklarationen i vilken utlovas grundandet av ett judiskt nationalhem i Palestina.
- 6 december - Finlands lantdag proklamerar Finlands självständighet från Ryssland.

### År1918

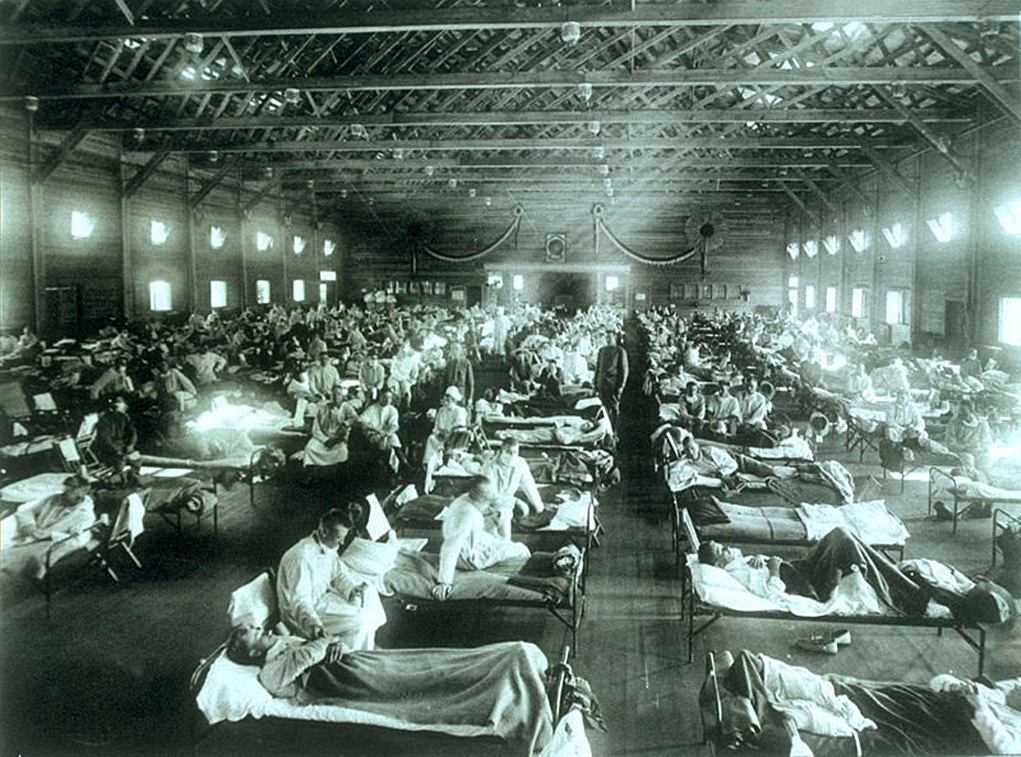
Spanska sjukan

- 27 januari – Inbördeskrig utbryter i Finland mellan "röda" socialister och "vita" borgerliga.
- 3 mars – Freden i Brest-Litovsk sluts mellan Tyskland och Ryssland, vilket avslutar första världskriget på östfronten.
- 8 april – En tysk jättekanon med räckvidd på 12 mil beskjuter Paris.
- 27 april – AK i Sveriges riksdag antar förslaget om kvinnlig rösträtt, men FK förkastar det för sjätte gången, även lika kommunal rösträtt föreslås.
- 1 maj – Inbördeskrig i Ryssland.
- 14 maj – Finska inbördeskriget slut.
- 5 juli – Spanska sjukan utbryter i Sverige genom att några fall konstateras i Malmö. Totalt kräver sjukdomen 38 000 dödsoffer i Sverige.
- Augusti - Spanska sjukan blir en omfattande epidemi, som skördar ca 25 miljoner offer.
- 1 oktober – Vid en svår tågolycka i Getå i Sverige omkommer 41 människor när tåget störtar ned i Bråviken.
- 29 oktober – Kungariket Serbien, Kroatien och Slovenien (sedermera Jugoslavien) bildas.
- 11 november - Första världskriget avslutas med att Tyskland undertecknar ett vapenstilleståndsavtal i Compiègne efter strider, som krävt ca 9 miljoner döda.
- December – Uppehållstillstånd införs som krav för utländska medborgare att vistas i Sverige. De flyktingar som saknar pass underställs polisens kontroll.

### År1919

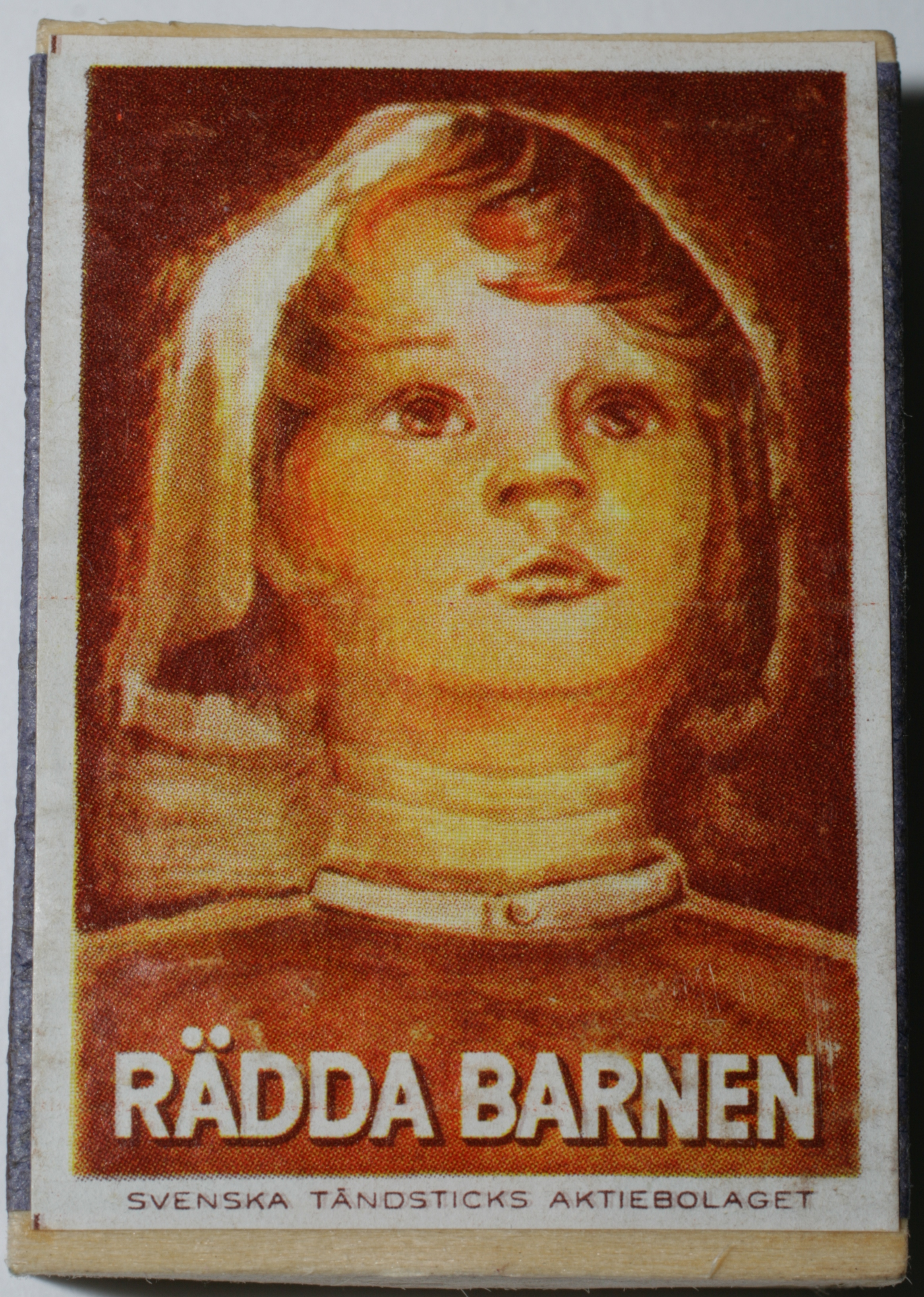
Rädda Barnen

- 13 februari – Tysklands nationalförsamling i Weimar utser socialdemokraten Philipp Scheidemann till den tyska republikens första kansler, och han skall leda en mittenkoalition.
- 23 mars – Benito Mussolini bildar ett kampförbund i Milano och den italienska fasciströrelsen skapas.
- 13 april – 379 människor dödas och över 1 000 skadas sedan brittisk militär under general Reginald Dyer öppnat eld mot civila demonstranter i Amritsar i provinsen Punjab i nordvästra Indien. Massakern blir upptakten till den indiska ohörsamhetsrörelsen som leds av Mahatma Gandhi.
- 19 maj – Rädda Barnen stiftas i London.
- 24 maj – I Sveriges riksdag antar första kammaren och andra kammaren rösträttsreformen, som ger alla män och kvinnor som minst fyllt 23 allmän rösträtt. Den kvinnliga rösträtten träder inte i kraft förrän 1921 då den förutsätter grundlagsändring.
- 28 juni – Versaillesfreden undertecknas, vilken officiellt avslutar första världskriget för Tysklands del. Tyskland tvingas betala stora krigsskadestånd, och fråntas alla sina europeiska besittningar.
- 12 oktober – Förre korpralen Adolf Hitler håller ett anförande på ett av Tyska Arbetarpartiets möten på en ölstuga i München. Talet imponerar på partiets grundare Anton Drexler. Hitler väljs några veckor senare in i partiet som medlem nr. 7.
- 1 december – En direkt telefonförbindelse mellan Sverige och Tyskland upprättas (Stockholm–Berlin).

## Födda
- 28 augusti 1910 - Moder Teresa, katolsk nunna. Mottagare av Nobels fredspris.
- 6 februari 1911 - Ronald Reagan, USA:s 40:e president.
- 14 januari 1912 - Kerstin Sundh, svensk barn- och ungdomsboksförfattare.
- 9 januari 1913 - Richard Nixon, USA:s 37:e president.
- 30 januari 1913 - Sten-Åke Cederhök, svensk revyartist, komiker och skådespelare.
- 14 juli 1913 - Gerald Ford, USA:s 38:e president.
- 16 augusti 1913 - Menachem Begin, Israels sjätte premiärminister och mottagare av Nobels fredspris.
- 9 augusti 1914 - Tove Jansson, finlandssvensk författare och konstnär.
- 12 augusti 1915 - Sickan Carlsson, svensk skådespelerska.
- 29 augusti 1915 - Ingrid Bergman, svensk trefaldigt oscarsbelönad skådespelerska.
- 10 september 1915 - Hasse Ekman, svensk regissör, manusförfattare och skådespelare.
- 13 september 1916 - Roald Dahl, brittisk författare.
- 20 november 1916 - Nils Erik Bæhrendtz, svensk radio- och TV-man.
- 29 maj 1917 - John F. Kennedy, USA:s 35:e president.
- 15 augusti 1917 - Martin Ljung, svensk skådespelare och komiker.
- 14 juli 1918 - Ingmar Bergman, svensk film- och teaterregissör, manusförfattare, teaterchef och författare.
- 5 juni 1919 - Lennart Hellsing, svensk författare och översättare.

## Avlidna
- 20 november 1910 - Lev Tolstoj, rysk författare.
- 14 maj 1912 - August Strindberg, en av Sveriges mest betydelsefulla författare och dramatiker.
- 20 augusti 1914 - Pius X, påve.
- 19 november 1915 - Joe Hill, svensk-amerikansk protestsångare, avrättas i Salt Lake City.
- 21 november 1916 - Frans Josef I, kejsare av Österrike och kung av Ungern (tillsammans kallat Österrike-Ungern).
- 10 januari 1917 - Buffalo Bill, westernikon och ledare för Buffalo Bill's Wild West show.
- 17 juli 1918 - Nikolaj II, rysk tsar, mördad tillsammans med sin fru och fem barn, Olga, Tatiana, Maria, Anastasia och Aleksej.
- Januari 1919 - De tyska revolutionärerna Rosa Luxemburg och Karl Liebknecht mördas i Berlin.